# پاران

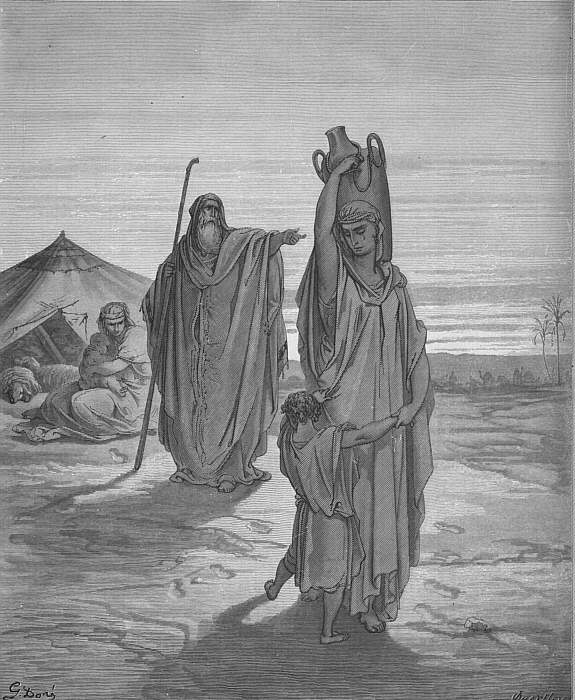
حکایت پاران

پاران (به عبری: מדבר פארן) یا عربی شده آن فاران نام کوه یا صحرایی است که در تورات آمده‌است.

## کاربرد در تورات
در سفر پیدایش آمده‌است:
آنگاه خدا به ناله‌های پسر توجه نمود و فرشتهٔ خدا از آسمان هاجر را ندا داده، گفت: «ای هاجر، چه شده‌است؟ نترس! زیرا خدا ناله‌های پسرت را شنیده‌است. برو و او را بردار و در آغو ش بگیر. من قوم بزرگی از او به وجود خواهم آورد.» سپس خدا چشمان هاجر را گشود و او چاه آبی در مقابل خود دید. پس به‌طرف چاه رفته، مشک را پر از آب کرد و به پسرش نوشانید. و خدا با اسماعیل بود و او در صحرای پاران بزرگ شده، در تیراندازی ماهر گشت و مادرش دختری از مصر برای او گرفت.
در سفر اعداد آمده‌است:
در روز بیستم ماه دوم از سال دوم، بعد از بیرون آمدن بنی اسرائیل از مصر، ابر از بالای خیمهٔ عبادت حرکت نمود. پس، قوم اسرائیل از صحرای سینا کوچ کرده، به‌دنبال ابر به راه افتادند تا اینکه ابر در صحرای پاران از حرکت باز ایستاد.

در سفر تثنیه آمده‌است:
این است برکتی که موسی، مرد خدا، قبل از مرگش به قوم اسرائیل داد:
خداوند از کوه سینا آمد،
او از کوه سعیر طلوع کرد
و از کوه فاران درخشید.

## شناسایی مکان
جغرافی‌دانان شرقی سه منطقه را به نام فاران خوانده‌اند: کوه‌های اطراف مکه، کوه‌ها و روستایی در شرق مصر و استانی در سمرقند. مسلمانان و اعراب معتقدند که فاران به کوه‌ها و بیابان حجاز گفته می‌شود. ترجمه‌ای عربی به سال ۱۸۵۱ از یک تورات سامری فاران را با حجاز یکی می‌داند. یاقوت حموی جغرافی‌دان و تاریخ‌نویس قرن هفتم هجری قمری در کتاب معجم‌البلدان می‌نویسد که «فاران عربی‌شده یک کلمه عبری است. یکی از نام‌های مکه که در تورات آمده‌است.»
کوهی به نام «تل فاران» در حومه مکه وجود دارد. مسلمانان دلیل مهاجرت یهودیان به حجاز را در پیش از اسلام آگاهی آنان از ظهور پیامبری در این منطقه دانسته‌اند.